# Guidalotto Acciaiuoli
Guidalotto Acciaiuoli fou germà de Leone Acciaiuoli. Se'l conegué com a Lotto, i fou l'ancestre de la branca de la família Acciaiuoli de la qual van sortir els ducs d'Atenes i els comtes de Melfi, iniciada pel seu fill bastard Acciaiolo (mort el 1349).